# 루브리아노
루브리아노(이탈리아어: Lubriano)는 이탈리아 라치오주 비테르보도에 위치한 코무네다. 로마로부터 북서쪽 90km, 비테르보로부터 북쪽 25km 거리에 있다.